# گاربر ۳۰۷۶
سیارک ۳۰۷۶ (به انگلیسی: 3076 Garber، نامگذاری:1982RB1) سه هزار و هفتاد و ششمین سیارک کشف شده‌است که در ۱۳ سپتامبر ۱۹۸۲ کشف شد.
قدر مطلق سیارک برابر ۱۳٫۷۰ است.